# Walter Planckaert
Walter Planckaert (Nevele, 8 aprile 1948) è un dirigente sportivo ed ex ciclista su strada belga. Professionista tra il 1969 e il 1986, vinse l'Amstel Gold Race nel 1972, il Giro delle Fiandre e la E3 Harelbeke nel 1976 e una tappa al Tour de France nel 1978. Dal 2005 è direttore sportivo alla Sport Vlaanderen.
È fratello di Willy e Eddy e zio di Jo e Francesco.

## Carriera
Era un passista veloce particolarmente adatto alle corse sul pavé. Vinse infatti il Giro delle Fiandre nel 1976 battendo in una volata ristretta l'italiano Francesco Moser e l'altro belga Marc Demeyer ma si impose anche nella Kuurne-Bruxelles-Kuurne nel 1973 e 1979, e nella Dwars door Vlaanderen nel 1977 e 1984. Si aggiudicò anche la classica olandese Amstel Gold Race nel 1972.
Non riuscì invece ad ottenere risultati di rilievo nei grandi giri. Partecipò cinque volte al Tour de France ritirandosi in tutte le occasioni anche se nel 1978 riuscì ad aggiudicarsi una tappa, tre volte alla Vuelta di Spagna e mai al Giro d'Italia.

## Palmarès
- 1970

Erembodegem-Terjoden
- 1971

Omloop van het Waasland
- 1972

Amstel Gold Race
- 1973

Kuurne-Bruxelles-Kuurne
Omloop van de Rozenstreek
3ª tappa Ronde van België
- 1974

1ª tappa Tirreno-Adriatico (Fiuggi)
- 1975

Petegem-aan-de-Leie
1ª tappa Tirreno-Adriatico (Fiuggi Alta)
Erembodegem-Terjoden
Liedekerkse Pijl
- 1976

Grand Prix de Denain
E3 Prijs Harelbeke
1ª tappa Ronde van België
5ª tappa Ronde van België
Ronde van Vlaanderen
1ª tappa Critérium du Dauphiné
2ª tappa Critérium du Dauphiné
Belsele-Puivelde
- 1977

3ª tappa Étoile de Bessèges
Grote Prijs van Wallonië
Dwars door Vlaanderen
1ª tappa 1ª semitappa Ronde van België
1ª tappa 2ª semitappa Ronde van België
3ª tappa Ronde van België
Classifica generale Ronde van België
5ª tappa Quatre Jours de Dunkerque
Grote Prijs Jef Scherens
- 1978

Prologo Ronde van Nederland
Omloop van Wallonië
1ª tappa 1978 (Bruxelles)
- 1979

Kuurne-Bruxelles-Kuurne
3ª tappa Driedaagse De Panne
3ª tappa Ronde van België
- 1980

1ª tappa Tour Méditerranéen
Omloop van het Houtland
- 1981

Liedekerkse Pijl
- 1984

Dwars door Vlaanderen
Omloop Schelde-Durme
1ª tappa Tour Méditerranéen
5ª tappa Quatre Jours de Dunkerque
5ª tappa Ronde van Nederland
Petegem-aan-de-Leie
- 1985

tappa Paris-Nice

### Altri successi
- 1969

Braine-le-Comte (Criterium)
- 1970

Baasrode (Criterium)
Nazareth (Kermesse)
Gavere (Kermesse)
- 1971

Ninove (Kermesse)
Destelbergen (Kermesse)
Gentbrugge (Kermesse)
- 1973

Geleen (Criterium)
Adinkerke (Kermesse)
2ª tappa 1ª semitappa Tour de France (Cronosquadre)
Wetteren (Derny)
- 1974

De Panne (Kermesse)
Viane (Kermesse)
Boechout (Kermesse)
Beernem (Kermesse)
Nice (Criterium)
- 1975

Dentergem (Kermesse)
Zwevezele (Kermesse)
Wetteren (Derny)
- 1976

Ronse (Kermesse)
Grand Prix d'Orchies (Criterium)
- 1977

Nacht van Peer (Criterium)
Bruxelles-Ingooigem (Kermesse)
Classifica punti Ronde van België
- 1978

Mere (Kermesse)
Moorslede (Criterium)
Zele (Kermesse)
- 1979

Oostduinkerke (Kermesse)
Hemiksem (Criterium)
De Pinte (Criterium)
Classifica punti Ronde van België
- 1981

Zingem (Criterium)
Furnaux (Criterium)
Mettet (Criterium)
- 1982

Wielsbeke (Kermesse)
- 1983

Deinze (Kermesse)
- 1984

Profronde van Wierden (Kermesse)
- 1986

Wanzele (Criterium)

## Piazzamenti

### Grandi Giri
- Tour de France

1972: ritirato
1973: ritirato
1978: ritirato
1981: ritirato
1981: ritirato
- Vuelta a España

1971: ritirato
1972: ritirato
1982: 52º

### Classiche monumento
- Milano-Sanremo

1972: 65º
1973: 14º
1974: 19º
1975: 10º
1976: 5º
1977: 7º
1979: 17º
1980: 35º
1982: squalificato
1983: 108º
- Giro delle Fiandre

1971: 39º
1974: 11º
1975: 4º
1976: vincitore
1978: 9º
1979: 14º
1980: 11º
1984: 27º
- Parigi-Roubaix

1971: 20º
1972: 45º
1973: 4º
1974: 21º
1975: 11º
1976: ritirato
1977: 22º
1979: 7º
- Liegi-Bastogne-Liegi

1974: 2º
1975: 33º

### Competizioni mondiali
- Campionati del mondo

Ostuni 1976 - In linea professionisti: 25º